# Christoph Liebich
Christoph Liebich (auch Christof Liebich; * 9. Oktober 1783 in Falkenberg; † 11. Januar 1874 in Prag) war ein böhmischer Forstmann und Forstwissenschaftler. 

## Leben

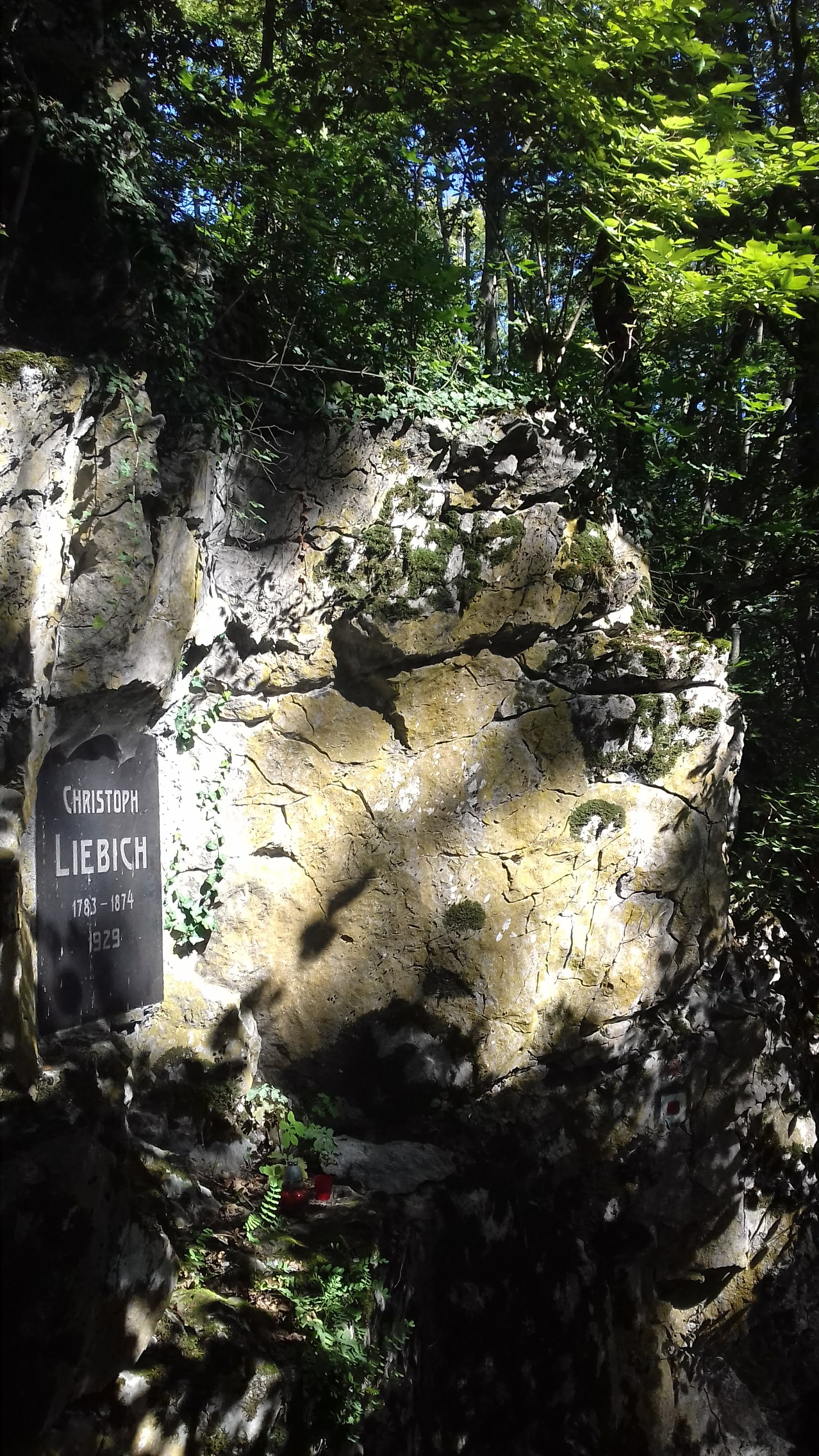
Gedenkplatte für Liebich bei Olomutschan

Liebich absolvierte das Gymnasium von Neisse und anschließend die königliche Oberbauschule von Breslau, an der er die Prüfung als Landmesser und Forstkondukteur bestand. Nach dreijähriger Forstpraxis kam er durch persönliche Empfehlung des Fürsten Hohenlohe-Ingelfingen an die Forstschule von Heinrich Cotta in Zillbach. Als Cotta 1811 an die Forstakademie Tharandt ging, folgte er diesem und studierte dort bis 1813. Anschließend wurde er k. k. Kameralforstingenieur in Lemberg. Dort fertigte er eine Generalkarte von Galizien an. Später kam er in gleicher Funktion nach Prag. Um 1821 wurde er nach dem Verkauf von Staatsgütern nicht mehr benötigt und daher nach acht Jahren im Staatsdienst freigestellt. 
Liebich, der den Titel Forstrat führte, begann seine schriftstellerische Tätigkeit, beriet Güter und habilitierte sich am Polytechnischen Institut Prag, an dem er als Dozent für Forstwissenschaft wirkte. Er war zudem Herausgeber mehrerer Fachzeitschriften, darunter Der aufmerksame Forstmann (1825–1831), das Allgemeine Forst-, Jagd- und Seidenbaujournal (1831–1837) oder das Organ für die Reformation des Waldbaues. Er galt als streitbarer Forstwissenschaftler, lebte bescheiden und zurückgezogen und bezeichnete sich selbst als Reformator des Waldbaus.

## Werke (Auswahl)
- Der aufmerksame Forstmann oder das Neueste und Bemerkenswerteste aus dem Forst- und Jagdfache, 4 Bände, Enders, Prag 1820–1831.
- Die Forstbetriebs-Regulirung, mit Rücksicht auf das Bedürfniß unserer Zeit, Haase, Prag 1836.
- Die Reformation des Waldbaues im Interesse des Ackerbaues, der Industrie und des Handels, 2 Bände, Malleschitz-Prager Seidenbau-Anstalt, Prag 1844–1845.
- Organ für die Reformation des Waldbaues, 2 Bände, Prag 1846–1851.
- Compendium der Forstwissenschaft, Braumüller, Wien 1854.
- Compendium der Jagdkunde, Braumüller, Wien 1855.
- Die Forstwissenschaft nach der Prager Lehre, Braumüller, Wien 1859.
- Der Maulbeerbaum als Waldbaum und als Grundlage des deutsch-österreichischen Seidenbaues, Braumüller, Wien 1859.